# Holland (Manitoba)
Holland é um município de Manitoba, no Canadá. Tem uma população de aproximadamente 400 habitantes. A cidade tem uma escola primária, uma biblioteca pública, um corpo de bombeiros, um sepermercado, uma loja de conveniência, uma lan house, uma estação dos correios e uma clínica médica.